# دوهيفو
دوهيفو (بالبلغارية: Душево)‏ قرية تقع إدارياً ضمن مقاطعة غابروفو في بلغاريا. ويبلغ عدد سكانها 1,320 نسمة حسب تعداد 15 مارس 2015. تعتمد دوهيفو للبريد على الرمز البريدي 5455 وللاتصالات على رمز الاتصال الهاتفي المحلي 067393.